# 曼肖特島
曼肖特島（英語：Manchot Island），是南極洲的島嶼，位於阿黛利地，處於比澤岩以西0.4公里和馬熱里角以北0.2海里，由美國海軍拍攝空中照片，現時由南極條約體系管理。